# Hoya heuschkeliana
Hoya heuschkeliana är en oleanderväxtart. Hoya heuschkeliana ingår i släktet Hoya och familjen oleanderväxter.

## Underarter
Arten delas in i följande underarter:
- H. h. heuschkeliana
- H. h. marionii
- H. h. cajanoae